# Episoade din Star Trek cu călătorii în timp

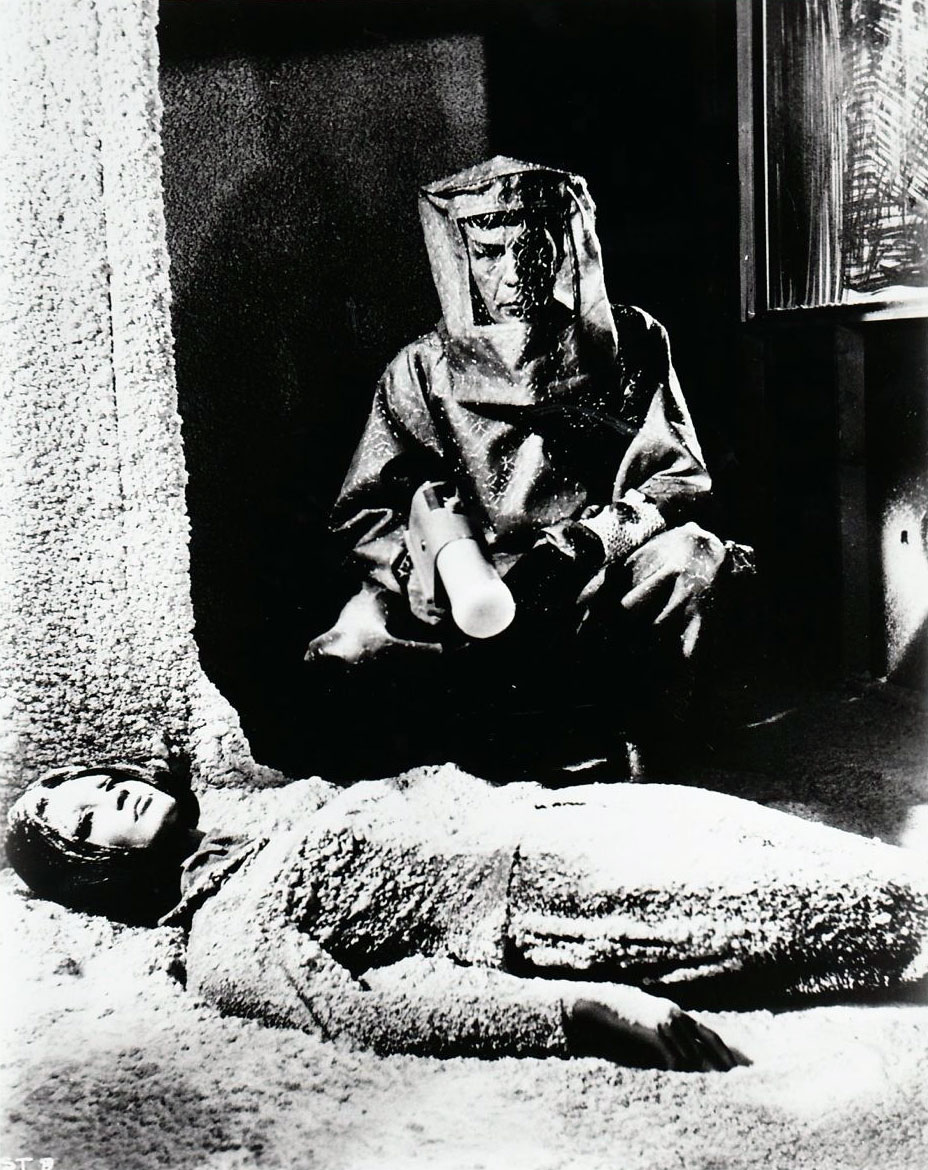
Imagine din episodul „Impostorul (Star Trek: Seria originală)” (The Naked Time)

Mai multe episoade de televiziune din franciza Star Trek au ca subiect călătoria în timp.

## Star Trek: Seria originală
| Episod                                                               | Premiera            | Note / Ref. |
| -------------------------------------------------------------------- | ------------------- | ----------- |
| „Impostorul” (The Naked Time)                                        | 1966, 29 septembrie |             |
| „Mâine este ieri” (Tomorrow Is Yesterday)                            | 1967, 26 ianuarie   | [ 1 ]       |
| „Orașul de la capătul eternității” (The City on the Edge of Forever) | 1967, 6 aprilie     |             |
| „Toate zilele ce-au fost”                                            | 1969, 14 martie     |             |
| „Misiunea „Pământ”” (Assignment: Earth)                              | 1968, 29 martie     |             |

## Star Trek: Seria animată
| Episod                            | Premiera | Note / Ref. |
| --------------------------------- | -------- | ----------- |
| „Anul ce-a trecut” („Yesteryear”) |          |             |

## Star Trek: Generația următoare
| Episod                                                     | Premiera           | Note / Ref. |
| ---------------------------------------------------------- | ------------------ | ----------- |
| „Vom avea întotdeauna Parisul” („We'll Always Have Paris”) | 1988, 2 mai        |             |
| „Semne de viață” („Time Squared”)                          | 1989, 3 aprilie    | [ 2 ] [ 3 ] |
| „Time's Arrow”                                             |                    |             |
| „Yesterday's Enterprise”                                   | 1990, 19 februarie | [ 4 ]       |
| „Captain's Holiday”                                        |                    |             |
| „A Matter of Time”                                         |                    |             |
| „Cause and Effect”                                         |                    |             |
| „Time's Arrow”                                             |                    |             |
| „Tapestry”                                                 |                    |             |
| „Timescape”                                                |                    |             |
| „Parallels”                                                |                    |             |
| „Firstborn”                                                |                    |             |
| „Toate cele bune...” („All Good Things...”)                |                    |             |

## Star Trek: Deep Space Nine
| Episod                              | Premiera           | Note / Ref. |
| ----------------------------------- | ------------------ | ----------- |
| „Past Tense”                        |                    |             |
| „Visionary”                         |                    |             |
| „The Visitor”                       |                    |             |
| „Little Green Men”                  |                    |             |
| „Accession”                         | 1996, 26 februarie | [ 5 ]       |
| „Trials and Tribble-ations”         |                    |             |
| „Children of Time”                  |                    |             |
| „Wrongs Darker than Death or Night” |                    |             |
| „Time's Orphan”                     |                    |             |
| „The Sound of Her Voice”            |                    |             |

## Star Trek: Voyager
| Episod                                  | Premiera            | Note / Ref.             |
| --------------------------------------- | ------------------- | ----------------------- |
| „Trecutul se repetă” („Time and Again”) | 1995, 30 ianuarie   | [ 6 ] [ 7 ] [ 8 ] [ 9 ] |
| „La Doi Pași” („Eye of the Needle”)     | 1996, 19 februarie  |                         |
| „Non Sequitur”                          | 1995, 25 septembrie | [ 10 ]                  |
| „Dorință de moarte” („Death Wish”)      | 1997, noiembrie     |                         |
| „Sfârșitul viitorului” („Future's End”) | 1996, noiembrie     |                         |
| „Înainte și după” („Before and After”)  | 1997, 9 aprilie     |                         |
| „Un an infernal” („Year of Hell”)       | 1997, noiembrie     |                         |
| „Eternit” („Timeless”)                  | 1998, 18 noiembrie  | [ 11 ]                  |
| „Relativitate” („Relativity”)           | 1999, 12 mai        |                         |
| „Furie” („Fury”)                        | 2000, 3 mai         |                         |
| „Falie temporală” („Shattered”)         | 2001, 17 ianuarie   |                         |
| „Joc final” („Endgame”)                 | 2001, 23 mai        |                         |

## Star Trek: Enterprise
| Episod                | Premiera | Note / Ref. |
| --------------------- | -------- | ----------- |
| „Cold Front”          |          |             |
| „Shockwave”           |          |             |
| „Future Tense”        |          |             |
| „Twilight”            |          |             |
| „Carpenter Street”    |          |             |
| „Azati Prime”         |          |             |
| „E²”                  |          |             |
| „Zero Hour”           |          |             |
| „Storm Front”         |          |             |
| „In a Mirror, Darkly” |          |             |

## Star Trek: Discovery
| Episod                                                        | Premiera | Note / Ref. |
| ------------------------------------------------------------- | -------- | ----------- |
| „Magie înnebunitoare” („Magic to Make the Sanest Man Go Mad”) |          | S 01, E 07  |

## Alte produse
Filme Star Trek cu călătorii în timp:
- Star Trek IV: The Voyage Home
- Star Trek Generations
- Star Trek: First Contact
- Star Trek